# Askibourgion
Askibourgion, im Lateinischen Asciburgium (altgriechisch Ἀσκιβούργιον) ist ein Ortsname, der in der Geographia des Claudius Ptolemaios als einer der im Innern der Germania magna nördlicher im Westen liegenden Orte (πόλεις) mit 27° 30′ Länge (ptolemäische Längengrade) bzw. 27° 45′ Länge und 52° 30′ Breite angegeben wird. Askibourgion liegt damit nach Ptolemaios vor Nabalia. Wegen des Alters der Quelle kann eine Existenz des Ortes um 150 nach Christus angenommen werden.

## Lokalisierung
Der Ort wird sicher lokalisiert. Ein interdisziplinäres Forscherteam um Andreas Kleineberg, das die Angaben von Ptolemaios neu untersuchte, lokalisiert Askibourgion anhand der Analyse der antiken Koordinaten beim heutigen Moers-Asberg, nordwestlich von Duisburg in Nordrhein-Westfalen, wie es bereits Günther Christian Hansen vorgeschlagen hat. Die polis könnte damit eine Station am Hellweg – eine der bedeutendsten Ost-West-Routen in der Germania magna – gewesen sein.